# Tux (mascotte)

L'idea alla base di Tux, la mascotte del kernel Linux, è nata mediante uno scambio di e-mail in una mailing list pubblica.

Tux è la mascotte ufficiale del kernel Linux. È un pinguino paffuto dall'aria contenta, creato da Larry Ewing nel 1996.
L'idea che la mascotte di Linux dovesse essere un pinguino venne inizialmente a Tove Torvalds, moglie di Linus Torvalds, il creatore del kernel Linux, sapendo della simpatia che il marito provava per queste creature.

## Storia

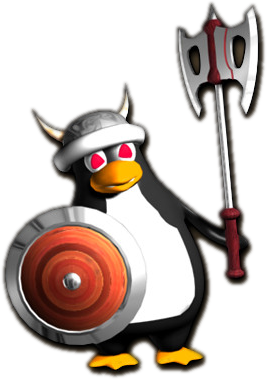
Tux, nella forma del logo di PaX.

L'origine del nome Tux, suggerito da James Hughes, è un acronimo, in puro stile Unix, derivato da Torvalds UniX. Inoltre, il nome è assonante all'inglese tuxedo, ovvero lo smoking (a cui il pinguino di profilo assomiglia grazie alla sua coda).
Tux venne disegnato nell'ambito di un concorso Linux. Sul sito del concorso Linux sono presenti altre immagini dei partecipanti. Il logo vincitore venne creato da Larry Ewing con GIMP, un software libero per l'elaborazione digitale delle immagini, e rilasciato secondo la condizione seguente:
La malattia immaginaria di Torvalds è ovviamente uno scherzo, tuttavia venne realmente morso da un piccolo pinguino durante una visita a Canberra. Torvalds stava cercando qualcosa di divertente e simpatico da associare a Linux e un pinguino un po' grasso che si siede dopo un pranzo abbondante e una buona pinta di birra rispondeva perfettamente all'idea. Da notare i piedi arancioni che lo fanno somigliare a un'anatra.

## Nella cultura open source

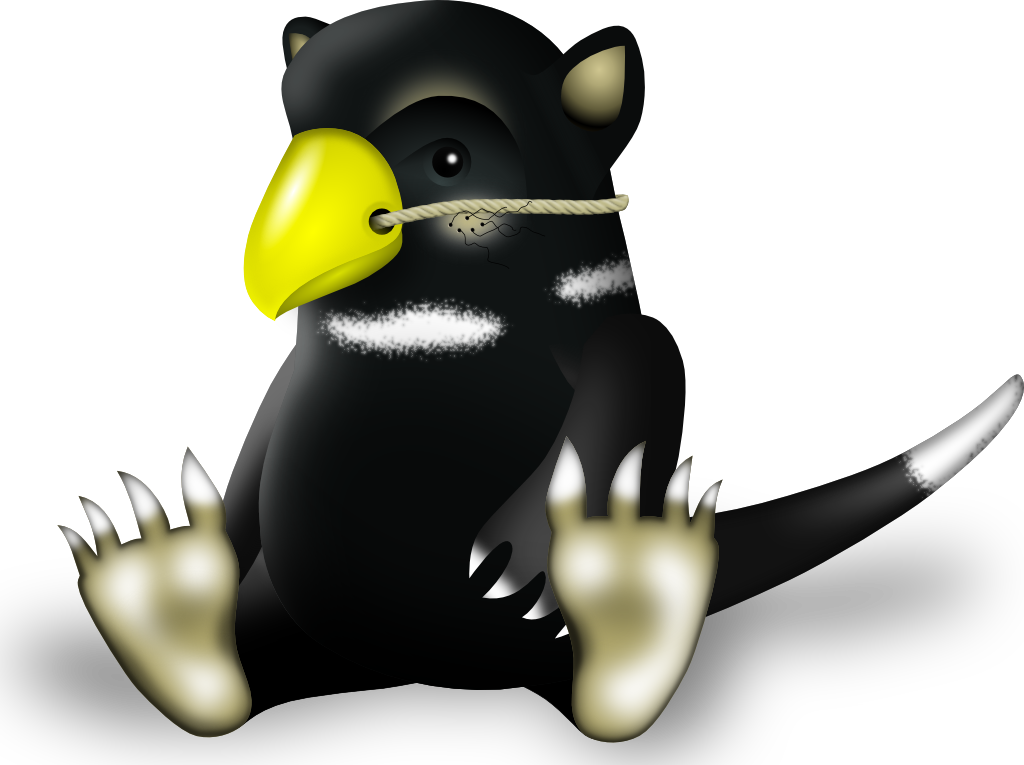
Tuz.

Tux è diventato un'icona per Linux e per la comunità open source, tanto che un Linux User Group inglese ha adottato un pinguino al giardino zoologico di Bristol. È molto più famoso del suo grande amico, GNU, uno gnu timido e pacifico che rappresenta il progetto GNU.
Appare vestito o ritratto spesso in modo diverso, a seconda del contesto; per esempio, quando rappresenta l'algoritmo di sicurezza PaX, indossa un elmo e impugna un'ascia e uno scudo, e i suoi occhi sono rossi.
Nelle distribuzioni di Linux, Tux saluta l'utente durante il boot; nei sistemi multi-processore, appaiono più pinguini contemporaneamente in proporzione al numero di core o di processori.
TUX è anche il nome di un web server basato sul kernel Linux, in grado di servire pagine statiche molto più velocemente dei server tradizionali come Apache. Questo software è mantenuto da Red Hat.
Nella versione 2.6.29 del kernel Linux è stato sostituito da un diavolo della Tasmania di nome Tuz, ma è ritornato nella versione 2.6.30.

## Nei videogiochi
Tux è il protagonista di alcuni giochi ad esso dedicati, ad esempio Tux Racer, dove l'utente guida Tux mentre scivola sulla pancia da diversi iceberg, tentando di prendere una aringa e di migliorare il proprio tempo.

Sono stati sviluppati in seguito altri videogiochi con protagonisti Tux tra i quali anche SuperTux, SuperTux 2 e SuperTuxKart, ispirati ai videogiochi della serie Mario.
Esso è presente anche come oggetto nel videogioco sparatutto in prima persona Team Fortress 2 come oggetto vario dato a tutte le persone che giocano a TF2 con un sistema operativo con kernel Linux.